# Menschenversuche in nationalsozialistischen Konzentrationslagern

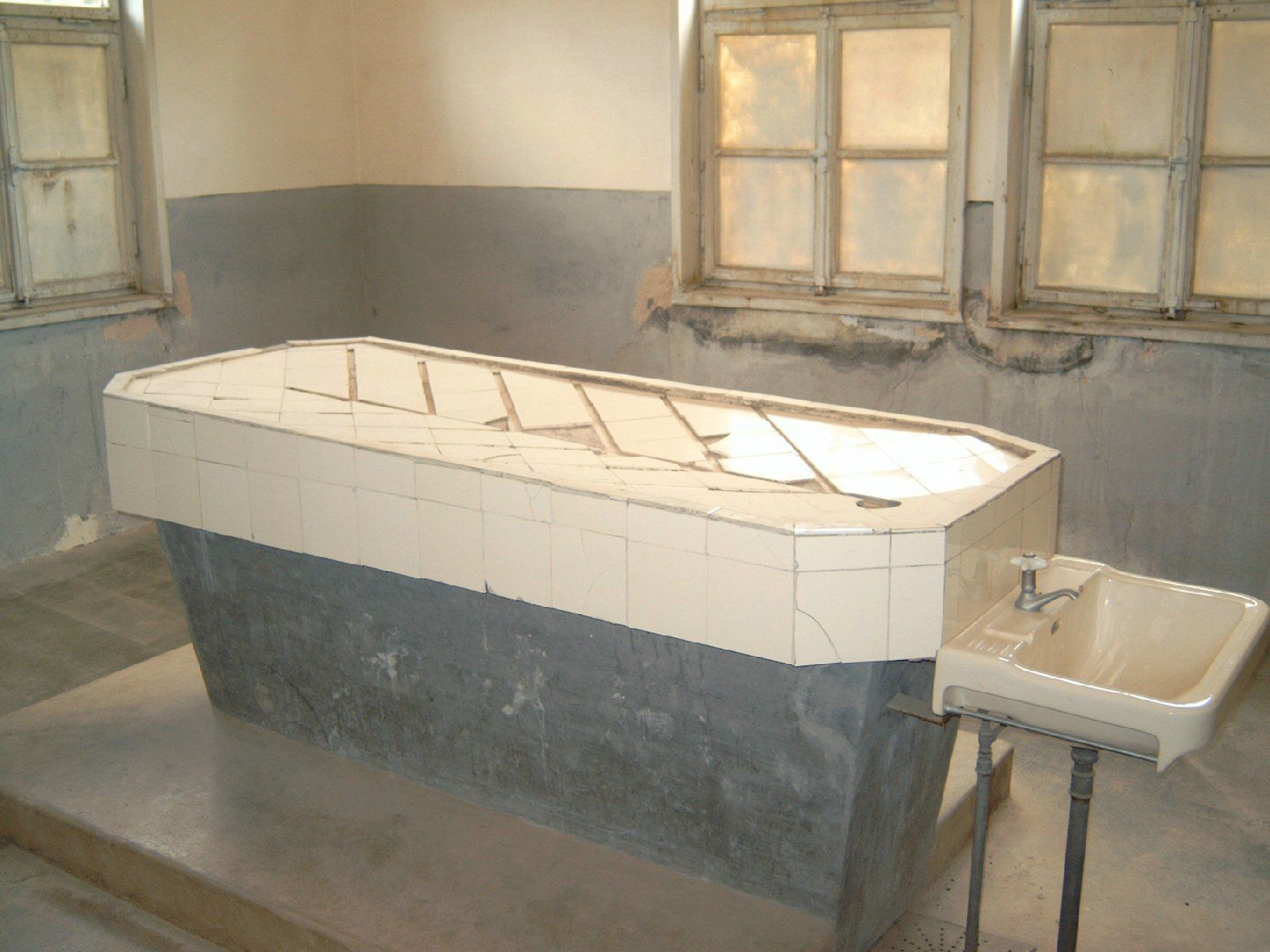
Seziertisch, KZ Natzweiler-Struthof

Menschenversuche in nationalsozialistischen Konzentrationslagern waren zahlreiche medizinische Experimente von Ärzten und Wissenschaftlern, die vor allem während des Zweiten Weltkriegs an Insassen von nationalsozialistischen Konzentrationslagern ohne deren Zustimmung und ohne Rücksicht auf körperliche Unversehrtheit und das Leben durchgeführt wurden. Diese Verbrechen waren Gegenstand des Nürnberger Ärzteprozesses und führten zur Verabschiedung des Nürnberger Kodex medizinischer Ethik.

## Medizinethik
Die Humanmedizin hat einen ständigen und unumgänglichen Bedarf an Versuchspersonen u. a. für chirurgische und pharmazeutische Zwecke. International verbreitet war vor und während des Nationalsozialismus neben freiwilligen Probanden der Rückgriff auf Strafgefangene, behinderte Menschen in geschlossenen Anstalten und entrechtete Randgruppen.
In Deutschland gewannen 1930 aufgrund des Lübecker Impfunglücks ethische Fragen eine größere Bedeutung, so dass der Reichsgesundheitsrat sich mit der Zulässigkeit von experimentellen Untersuchungen am Menschen befasste und 1931 die Richtlinien für neuartige Heilbehandlung und die Vornahme wissenschaftlicher Versuche verabschiedete. Der Nationalsozialismus verhinderte deren Wirksamkeit.

## „Optimale Versuchsbedingungen“

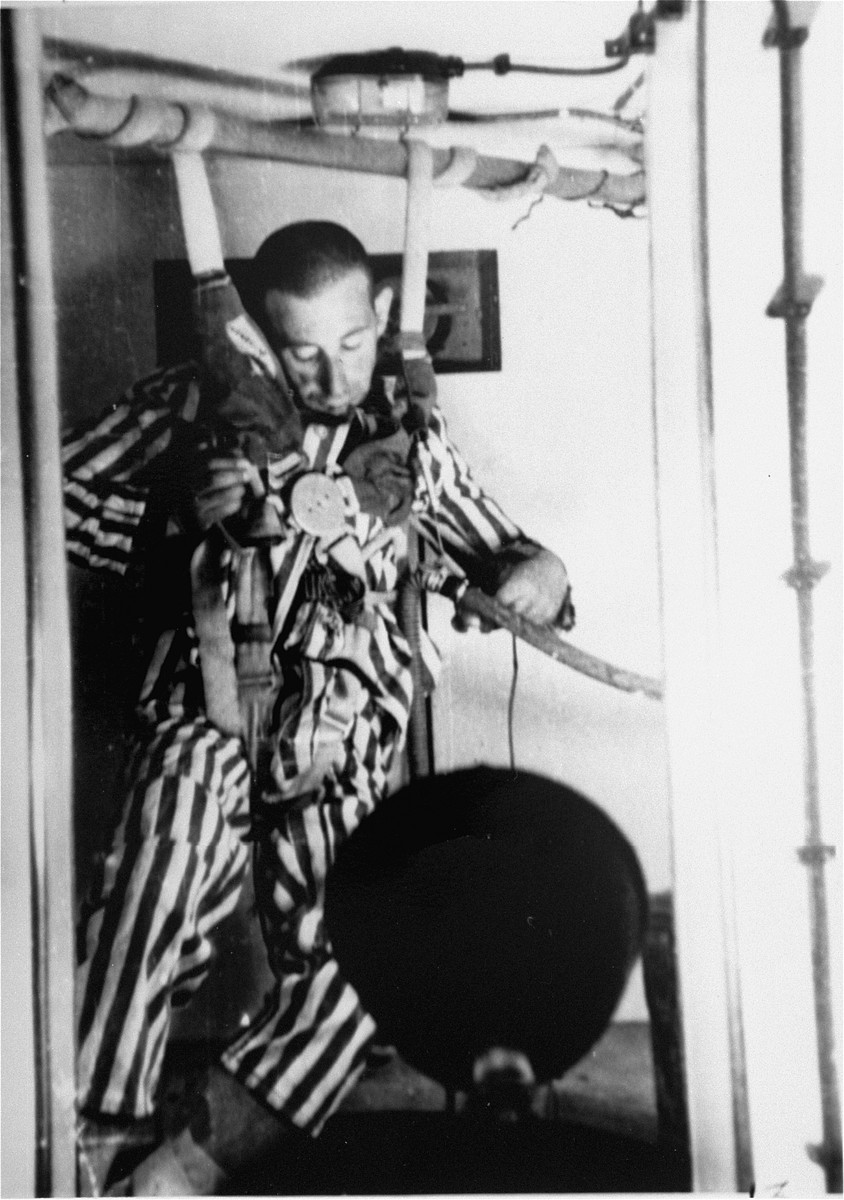
Unterdruckexperiment für die Luftwaffe, KZ Dachau 1942

Im Mai 1941 initiierte der KZ-Arzt Sigmund Rascher mittels eines Briefes an Heinrich Himmler die Herstellung „optimaler Forschungsbedingungen“ im KZ Dachau. In seiner Forderung an den Reichsführer SS stellte er „mit großem Bedauern“ fest, „daß leider noch keinerlei Versuche mit Menschenmaterial bei uns angestellt werden konnten“, und betonte die Wichtigkeit solcher Menschenversuche für die Höhenflugforschung. Knapp neun Monate später konnte Rascher in Dachau mit seinen Versuchen beginnen.
Tatsächlich fanden spätestens seit 1941 die meisten KZ-Ärzte solche „optimalen Forschungsbedingungen“ in den Konzentrationslagern vor: Josef Mengele etwa testete – unter anderem – die Schmerzempfindlichkeit von Zwillingen, indem er sie ohne Narkose operierte.
Andere Versuche der Lagerärzte bezogen sich auf die Auswirkung der Droge Meskalin und weiterer halluzinogener Substanzen auf den menschlichen Willen, auf die Überlebenschancen der KZ-Häftlinge in gekühlten Wasserbecken sowie in Druckkammern, auf das Finden geeigneter Impfstoffe, indem die Häftlinge gezielt mit Fleckfieber (KZ Buchenwald, KZ Natzweiler) oder Malariasporozoiten infiziert wurden, sowie auf die Auswirkungen von Gasbrand.
Im Auftrag der Reichsluftwaffe und der Kriegsmarine wurden ab Ende 1944 Versuche mit Sinti und Roma aus Konzentrationslagern durchgeführt, um zu ermitteln, wie Menschen in Seenot am besten überleben können. Die Opfer wurden in vier verschiedene Gruppen eingeteilt, die entweder gar kein Wasser, reines Salzwasser, Salzwasser mit Süßwassergeschmack oder Salzwasser mit reduziertem Salzgehalt zu trinken bekamen. Das führte bei den Versuchspersonen zu extremem Durst, Krämpfen und Delirium.
Auf der Anklagebank des Nürnberger Ärzteprozesses sagte Lagerarzt Karl Gebhardt 1947: „So hat mir, wie ich mich bemühte zu zeigen, das Dritte Reich […] auf ärztlichem Gebiete eine große Chance gegeben. Ich habe die Chance genutzt.“

## Profiteure
Es profitierten viele Interessengruppen, die diverse Versuche auch konkret in Auftrag gaben, von den Lagerexperimenten: unter anderem das Militär wie die Wissenschaft, die SS wie auch die Pharmaindustrie. Wie etwa die Stettiner Ausstellung „Gewissenlos – Gewissenhaft“ aus dem Jahr 2001 belegt, arbeitete Josef Mengele eng zusammen mit dem Kaiser-Wilhelm-Institut für Anthropologie, menschliche Erblehre und Eugenik. So schickte er regelmäßig Präparate zur Auswertung an das Institut und nahm gezielt Menschenexperimente für ein Forschungsprojekt des dortigen Leiters Otmar Freiherr von Verschuer zur Findung eines Anti-Fleckfieber-Serums vor.

## Aufarbeitung

### Juristische Aufarbeitung

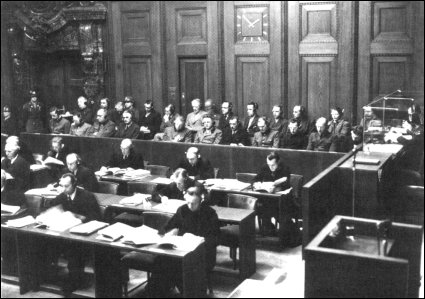
Die 23 Angeklagten im Nürnberger Ärzteprozess, 1946/47

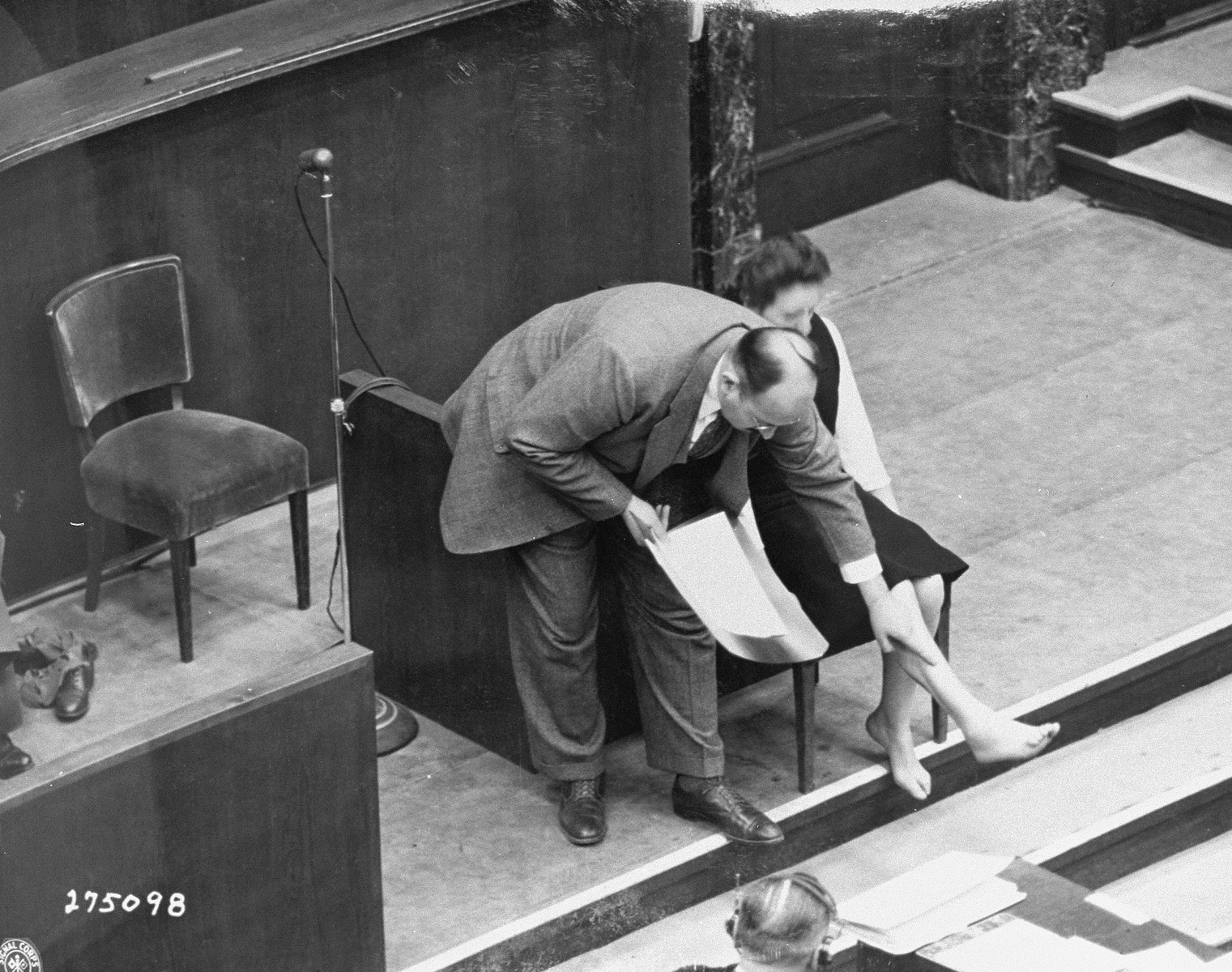
Leo Alexander erläutert am 20. Dezember 1946 während des Nürnberger Ärzteprozesses an Maria Broel Plater, die Häftling im KZ Ravensbrück war, einige Experimente der pseudomedizinischen Menschenversuche.

Angesichts der nationalsozialistischen Gräueltaten begannen schon frühzeitig jüdische Vereinigungen, nationaler Widerstand und Untergrundorganisationen wie Polnischer Untergrundstaat mit der Beweissicherung und Dokumentation von nationalsozialistischen Verbrechen (u. a. der erste Massenversuch mit Zyklon B in Auschwitz an 600 sowjetischen Kriegsgefangenen). Auf Initiative von neun Londoner Exilregierungen im Jahr 1943 wurde die United Nations War Crimes Commission (UNWCC) ins Leben gerufen. Der Auftrag bestand in der Beweissicherung, Zusammenstellung von Täterlisten, Berichten an die Regierungen und Strafprozessvorbereitungen zu Kriegsverbrechen. Durch die Strafandrohung sollten potentielle Täter vor weiteren Morden, Misshandlungen und unmenschlichen Handlungen an Zivilisten und Kriegsgefangenen jeglicher Staatsangehörigkeit abgeschreckt werden. Im Londoner Statut vom 8. August 1945 wurden die Straftaten für den Nürnberger Prozess gegen die Hauptkriegsverbrecher in Hauptkategorien zusammengefasst. Der Komplex der medizinischen Versuche wurde von der International Scientific Commission for the Investigation of Medical War Crimes untersucht.
Die angenommene Zahl der von deutschen KZ-Ärzten verursachten Menschenopfer liegt bei über 3000. Im Nürnberger Ärzteprozess wurden 20 Ärzte, zwei Verwaltungsfachleute und ein Jurist zur Verantwortung gezogen. Viele KZ-Prozesse befassten sich mit den medizinischen Versuchen und ihren Einzeltätern. Andererseits konnten viele der verantwortlichen Mediziner ihre Karriere nach Ende des „Dritten Reichs“ ohne strafrechtliche Konsequenzen fortsetzen. Vor allem die Vereinigten Staaten (in kleinerem Rahmen auch England und die Sowjetunion) profitierten nachträglich von der Erfahrung der Ärzte und ihren Versuchsergebnissen: Im Rahmen des Projektes Paperclip wurde eine Reihe von Wissenschaftlern der Luft- und Raumfahrt und eben solcher KZ-Mediziner in der Absicht wissenschaftlichen Fortschritts noch vor Beginn der Nürnberger Prozesse in die Vereinigten Staaten gebracht, wo sie teilweise noch lange in der Forschung tätig waren.

### Wiedergutmachung
Der langjährige Prozess der Wiedergutmachung an den Opfern der Menschenversuche wird von den Leitmotiven und der Effektivität her kontrovers gesehen. Für Opfer, die nicht aus Gründen der politischen Gegnerschaft, der Rasse, des Glaubens oder der Weltanschauung geschädigt worden waren oder die nicht die gesetzlichen Wohnsitz- und Stichtagsvoraussetzungen erfüllten oder nicht die Antragsfristen des Bundesentschädigungsgesetzes eingehalten hatten, schuf der Kabinettsbeschluss der Bundesregierung von 1951 eine Härteregelung in Form einer einmaligen Fürsorgeleistung. 1959 folgte die Wiedergutmachung an polnische Betroffene, 1960 der Kabinettsbeschluss für bilaterale Verhandlungen mit osteuropäischen Staaten und daran anschließend die Globalabkommen mit Jugoslawien 1961/63, Ungarn 1971, der Tschechoslowakei 1969 und Polen 1972. Im Jahr 2000 folgte dann die Stiftung Erinnerung, Verantwortung und Zukunft, die im Jahr 2005 den letzten Antrag beschied. Eine Entschädigung an die Opfer für den körperlichen und seelischen Schaden wurde nicht geleistet.